# Burg Henkenburg
Die Burg Henkenburg, auch  Henkenberg oder Bühl genannt, ist eine abgegangene Spornburg auf 520 m ü. NN 700 Meter südöstlich des Ortsteils Bühl der Gemeinde Burgrieden im Landkreis Biberach in Baden-Württemberg.
Der Bühler Ortsadel wurde mit „Adelprecht von Buhilin“ 1115 genannt. Die Burg war später im Besitz der Herren von Freyberg und anderer Familien und kam schließlich an das Spital Biberach. Von der ehemaligen auf einem großen, künstlich aufgeschütteten Burghügel gelegenen Burganlage in Spornlage hat sich nur ein Halsgraben und die Stelle einer vorgelagerten Vorburg erhalten.
Auf dem Burghügel befindet sich seit 1951 eine kleine Holzkapelle.